# ゼルダの伝説 神々のトライフォース&4つの剣
『ゼルダの伝説 神々のトライフォース&4つの剣』（ゼルダのでんせつ かみがみのトライフォース アンド よっつのつるぎ、英題: The Legend of Zelda: A Link to the Past/Four Swords）は、2003年3月14日に任天堂が発売したゲームボーイアドバンス専用のアクションアドベンチャーゲーム。アメリカでは2002年12月2日、ヨーロッパでは2003年3月28日に発売。1991年に発売されたスーパーファミコン用ソフト『ゼルダの伝説 神々のトライフォース』のリメイク版と、新作『4つの剣』の2つのゲームが一本のソフトに収録されている。
後に本作収録の『4つの剣』を移植したニンテンドーDSiウェア『ゼルダの伝説 4つの剣 25周年記念エディション』が配信された。
2024年6月18日には『ゲームボーイアドバンス Nintendo Switch Online』収録ソフトの一つとして配信が開始された。

## ゼルダの伝説 神々のトライフォース

### スーパーファミコン版からの主な変更点
- 画面比率がゲームボーイアドバンス向けに最適化された。
- 一部のメッセージやダンジョンの仕掛けが変更。
- リンクが攻撃を行う際などに掛け声を発するようになった。
- 本作と『4つの剣』の双方をクリアしたあと、本作の中に新たなダンジョン「4つの剣の神殿」が登場する。
- スーパーファミコン版にはいなかったサブキャラクターが数人登場する。

## ゼルダの伝説 4つの剣
略称は「4剣」（よんけん）。2人から4人のプレイに対応している。プレイ時には人数分のソフトを用意しゲームボーイアドバンス本体同士を通信ケーブルで接続する。ゲームボーイアドバンス用ソフトに対応しているもののケーブルが接続できないニンテンドーDSでのプレイは不可。
本作のゲームの進め方は、従来のシリーズ作品とは異なりステージクリア型になっている。ステージ内では、各プレイヤーが協力して解く仕掛けや協力して戦う必要のある敵キャラクターが登場する。
2004年発売のニンテンドー ゲームキューブ用ソフト『ゼルダの伝説 4つの剣+』に含まれているゲームモードの一つ「ハイラルアドベンチャー」は、本作と同様のシステムを用いている。

### システム
チュートリアル用ステージのほか、4つのステージがある。1つのステージは複数のコースに分かれており、最終コースではステージボスが登場する。コースの地形は基本的にランダムで生成され、プレイごと、またプレイする人数によって変化する。
コース内では、敵を倒した時や生えている草を刈った時など様々な場面でルピー（お金）が手に入る。ルピーは全プレイヤーで共有される。各コースのゴール地点では、到着時間が早いほど多額のルピーを得られる。
ライフが全てなくなるとダウン状態になる。この時、手持ちのルピーを一定額用いると復活できる。復活に必要となるルピーは復活回数ごとに増えていく。ダウン時にルピーが必要額に達していない場合は復活できずにゲームオーバーとなる。
ステージクリア後、ルピーの取得額が最も多いプレイヤーに「勇者のメダル」が与えられる。また、全員のルピーの合計額に応じて「銀のカギ」「金のカギ」「勇者のカギ」のいずれかが手に入る。これらのカギは、最終ステージ「風の宮殿」のコース内容に関係している。

### ストーリー
その昔、ハイラル王国に「風の魔人グフー」が現れ各地の娘をさらっていた。するとそこに1人の少年が現れ、手にした剣でグフーを封印した。救出された娘たちによると、戦いの中で少年は剣の力で4人に分身していたという。その不思議な剣は後に「フォーソード」と呼ばれ、王国の神殿に祭られた。
それから時代が下ったある時、神殿を管理するハイラル王国のゼルダ姫が異変に気付き知人のリンクと共に神殿へ向かうと、待ち構えていたグフーに突然襲われ、ゼルダ姫がさらわれてしまう。残されたリンクは、ゼルダ姫の救出とグフー封印のため、フォーソードを手にとって体を4つに分け冒険へ向かった。

### アイテム

#### 装備アイテム
装備アイテムはステージ内に設置された台の上に置かれている。一つだけ所持することができ、入手時に手持ちのアイテムと入れ替わる。
盾
敵の攻撃を防ぐことができる。初期状態で所持している。
弓矢
矢を放てる。力を溜めることで高威力の攻撃を行うこともできる。
ブーメラン
前方に投げると手元に戻ってくる。ルピーなどのアイテムを引き寄せる効果もある。
バクダン
爆発を起こし、ひびの入った壁などを破壊できる。爆発は任意のタイミングで行える。
ペガサスの靴
ダッシュできるようになる。一部の壁を登ることもできる。
マグネグローブ
「+」「-」の文字が刻まれたブロックに向けて使うと、同じ極ならば反発し異なる極ならば引かれ合う。極は切り替え可能。仲間に向けて使うと引き寄せることができる。
はねマント
ジャンプできるようになる。滑空して穴を飛び越えられるほか、その場でジャンプしながら剣を振ることで下突き攻撃ができる。
小人のぼうし
体が小型化し小さな穴をくぐれるようになる。
ワンワン
周囲のキャラクターを敵味方問わず攻撃する。「マリオシリーズ」の同名キャラクター「ワンワン」がモチーフになっている。

#### ふしぎな木の実
取得することで各能力が最大2段階まで上昇する。
ガツンの実
攻撃力が上昇する。
カッチの実
守備力が上昇する。
サッサの実
移動スピードが上昇する。

#### その他のアイテム
ルピー
お金。色や大きさによって価値が異なる。
ルピーのかけら
4つ集めると500ルピーが手に入る。
ババルピー
取ると手持ちのルピーを周囲にばらまいてしまう。
ハート
ライフが1つ分回復する。
ハートの器
ライフの最大値が1つ増え、ライフが全回復する。
妖精
ライフが全回復する。
小さなカギ
コース内で施錠された扉やブロックを開けることができる。

### ステージ
始まりのほこら
ゲームの進め方やアイテムの使い方を練習できるステージ。
帰らずの森（ボス：デグチタート）
自然豊かなステージ。
岩山のほらあな（ボス：デラゾル）
床面が氷になっているステージ。
デスマウンテン（ボス：ゴウエン）
溶岩が流れるステージ。
風の宮殿（ボス：グフー）
足場が限られているステージ。
入り口に3つの扉があり、「銀」「金」「勇者」のルートにつながっている。扉を開けるには、それぞれ「銀のカギ3つ」「金のカギ3つ+『銀』ルートのクリア」「勇者のカギ3つ+『金』ルートのクリア」が条件となる。最も難易度が高い「勇者」ルートはコース数が他よりも多く、これまで戦ったボスキャラクターも登場する。

## スタッフ
2001年発売の『ゼルダの伝説 ふしぎの木の実』に引き続きカプコンが開発に携わっている。『4つの剣』のディレクターは『ふしぎの木の実』に続き藤林秀麿が、プロデューサーは、船水紀孝と須藤克洋が担当した。
神々のトライフォース（リメイクスタッフ）
- ディレクター
  - 山田洋一

- プロデューサー
  - 手塚卓志

4つの剣
- ディレクター
  - 藤林秀麿（プランナーも兼任）

- プロデューサー
  - 船水紀孝
  - 須藤克洋

- 音楽
  - 竹原裕子（メインコンポーザー）
  - 近藤浩治（サウンドアドバイス）

共通
- ゼネラルプロデューサー
  - 宮本茂
  - 岡本吉起

## ゼルダの伝説 4つの剣 25周年記念エディション
『ゼルダの伝説 4つの剣 25周年記念エディション』（ゼルダのでんせつ よっつのつるぎ にじゅうごしゅうねんきねんエディション、英題: The Legend of Zelda: Four Swords Anniversary Edition）は、「ゼルダの伝説 25周年キャンペーン」の一環として2011年9月28日から2012年2月20日まで期間限定で無料配信されていたニンテンドーDSiウェア。ゲームボーイアドバンス用ソフト『ゼルダの伝説 神々のトライフォース&4つの剣』収録の「4つの剣」のリメイク作品である。
基本的な内容は「4つの剣」を踏襲しているが、新たに1人プレイ用のモード（『ゼルダの伝説 4つの剣+』の「ハイラルアドベンチャー」に似た仕様）や新ステージが追加されている。
複数人でのプレイ時にはワイヤレス通信を用いる。ニンテンドーDSi本体同士だけでなく、ニンテンドーDSi本体とニンテンドー3DS本体、またはニンテンドー3DS本体同士での通信も可能。

### 主な変更点
- グラフィックや音質が向上。本体下画面には所持アイテムや現在の大まかな位置の情報が表示される。
- ゲーム開始時に「1人でためす」を選択することで1人でプレイできる。L・Rボタンで2人のリンクの切り替え、Xボタンでリンクの集合を行う。
- 「風の宮殿」クリア後にプレイできる新たなステージが追加された。これらのステージは、最初は1つ目のエリアしか選べないが、順番にクリアする事で次のエリアが解放されてゆく。
  - 思い出の大地 - 『神々のトライフォース』、『夢をみる島』、初代『ゼルダの伝説』をモチーフにしたフィールドが登場し、リンクのデザインもそれに合わせて変化する。最終エリアまでクリアすると「マスターソード」が入手可能。
  - 修練場 - 集めたルピーの総額が30,000に達すると出現する、難易度が高いステージ。最終エリアまでクリアすると「大回転斬り」を習得できる。